# Герб комуни Флен
Герб комуни Флен (швед. Flens kommunvapen) — символ шведської адміністративно-територіальної одиниці місцевого самоврядування комуни Флен. 

## Історія
Герб міста Флен отримав королівське затвердження 1948 року. Після адміністративно-територіальної реформи, проведеної в Швеції на початку 1970-х років, муніципальні герби стали використовуватися лишень комунами. Тому тепер цей герб представляє комуну, а не місто. 
Герб комуни зареєстровано 1974 року. 

## Опис (блазон)
У зеленому полі золотий косий хрест, у золотій главі три зелені листки дуба.   

## Зміст
Косий хрест означає залізницю, яка сприяла розвитку міста. Дуб уособлює місцеву флору, багаті природні ресурси.